# ماریاهالوم
ماریاهالوم (به مجاری:  Máriahalom) یک شهرداری در مجارستان است که در ناحیه استرگوم واقع شده‌است. ماریاهالوم ۱۰٫۸۵ کیلومتر مربع مساحت و ۶۶۳ نفر جمعیت دارد.

## خواهرخوانده
شهر تروشتلفینگن خواهرخواندهٔ ماریاهالوم هست.